# مايك هيل
مايك هيل (بالإنجليزية: Mike Hale) مواليد 14 ديسمبر 1972 في دالاس، هو متسابق دراجات نارية أمريكي. نافس في سباقات بطولة العالم لفئة 500 سي سي. كما شارك في بطولة العالم للسوبربايك.

## النتائج

### سباق الجائزة الكبرى للدراجات النارية

#### حسب الموسم
| الموسم | الفئة     | الدراجة | السباق | الفوز | المنصة | الانطلاق | أسرع لفة | النقاط | الترتيب |
| ------ | --------- | ------- | ------ | ----- | ------ | -------- | -------- | ------ | ------- |
| 1999   | 500 سي سي | موديناس | 10     | 0     | 0      | 0        | 0        | 3      | 31      |
| إجمالي |           |         | 10     | 0     | 0      | 0        | 0        | 3      |         |

#### السباقات حسب السنة
(مفتاح) (السباقات بالخط العريض تشير لترتيب الانطلاق، السباقات بالخط المائل تشير لأسرع لفة)
| السنة | الفئة     | الدراجة | 1          | 2          | 3          | 4          | 5       | 6        | 7      | 8        | 9       | 10      | 11        | 12        | 13            | 14              | 15            | 16           | مركز. | نقاط |
| ----- | --------- | ------- | ---------- | ---------- | ---------- | ---------- | ------- | -------- | ------ | -------- | ------- | ------- | --------- | --------- | ------------- | --------------- | ------------- | ------------ | ----- | ---- |
| 1999  | 500 سي سي | موديناس | ماليزيا 18 | اليابان 19 | إسبانيا 16 | فرنسا ل.يب | إيطاليا | كتالونيا | هولندا | بريطانيا | ألمانيا | تشيك 15 | إيمولا 15 | بلنسية 15 | أستراليا ل.ين | ج. أفريقيا ل.ين | البرازيل ل.ين | الأرجنتين 18 | 31    | 3    |

### بطولة العالم للسوبربايك
| السنة | الصانع | 1             | 1             | 2               | 2             | 3            | 3             | 4         | 4            | 5             | 5             | 6           | 6           | 7         | 7         | 8            | 8           | 9                  | 9                  | 10              | 10              | 11                 | 11                 | 12          | 12             | مركز | نقاط |
| السنة | الصانع | ج1            | ج2            | ج1              | ج2            | ج1           | ج2            | ج1        | ج2           | ج1            | ج2            | ج1          | ج2          | ج1        | ج2        | ج1           | ج2          | ج1                 | ج2                 | ج1              | ج2              | ج1                 | ج2                 | ج1          | ج2             | مركز | نقاط |
| ----- | ------ | ------------- | ------------- | --------------- | ------------- | ------------ | ------------- | --------- | ------------ | ------------- | ------------- | ----------- | ----------- | --------- | --------- | ------------ | ----------- | ------------------ | ------------------ | --------------- | --------------- | ------------------ | ------------------ | ----------- | -------------- | ---- | ---- |
| 1995  | هوندا  | ألمانيا       | ألمانيا       | سان مارينو      | سان مارينو    | بريطانيا     | بريطانيا      | إيطاليا   | إيطاليا      | حلبة الباسيتي | حلبة الباسيتي | سالزبرجرينج | سالزبرجرينج | أمريكا 4  | أمريكا 3  | أوروبا       | أوروبا      | سبورتسلاند ساجو    | سبورتسلاند ساجو    | هولندا          | هولندا          |                    |                    |             |                | 15   | 60   |
| 1995  | دوكاتي |               |               |                 |               |              |               |           |              |               |               |             |             |           |           |              |             |                    |                    |                 |                 | إندونيسيا 6        | إندونيسيا 7        | أستراليا 14 | أستراليا 6     | 15   | 60   |
| 1996  | دوكاتي | سان مارينو 13 | سان مارينو 8  | بريطانيا 14     | بريطانيا 16   | ألمانيا ل.ين | ألمانيا 8     | إيطاليا   | إيطاليا      | تشيك 7        | تشيك 5        | أمريكا 6    | أمريكا 10   | أوروبا 12 | أوروبا 11 | إندونيسيا 10 | إندونيسيا 9 | سبورتسلاند ساجو 20 | سبورتسلاند ساجو 22 | هولندا 11       | هولندا 12       | حلبة الباسيتي 10   | حلبة الباسيتي ل.ين | أستراليا 9  | أستراليا 4     | 11   | 114  |
| 1997  | سوزوكي | أستراليا ل.ين | أستراليا ل.ين | سان مارينو ل.ين | سان مارينو 12 | بريطانيا 15  | بريطانيا ل.ين | ألمانيا 9 | ألمانيا ل.ين | إيطاليا 10    | إيطاليا 9     | أمريكا 14   | أمريكا ل.ين | أوروبا 9  | أوروبا 11 | النمسا 11    | النمسا 7    | هولندا 11          | هولندا ل.ين        | حلبة الباسيتي 8 | حلبة الباسيتي 9 | سبورتسلاند ساجو 21 | سبورتسلاند ساجو 10 | إندونيسيا 8 | إندونيسيا ل.ين | 11   | 87   |

## روابط خارجية
- مايك هيل على موقع MotoGP.com (الإنجليزية)
- مايك هيل على موقع WorldSBK.com (الإنجليزية)